# 244P/Scotti
244P/Scotti – kometa krótkookresowa, należąca do rodziny Jowisza.

## Odkrycie
Kometa została odkryta 30 grudnia 2000. Jej odkrywcą był James V. Scotti.

## Orbita komety i właściwości fizyczne
Orbita komety 244P/Scotti ma kształt elipsy o mimośrodzie 0,2. Jej peryhelium znajduje się w odległości 3,94 j.a., aphelium zaś 5,96 j.a. od Słońca. Jej okres obiegu wokół Słońca wynosi 11 lat, nachylenie do ekliptyki to wartość 2,27˚.
Jądro tej komety ma rozmiary maks. kilku km.